# Mizan Teferi
Mizan Teferi è un centro abitato dell'Etiopia, situato nella Regione delle Nazioni, Nazionalità e Popoli del Sud.